# Tangkawang Baru
Tangkawang Baru – wieś (desa) w kecamatanie Bakarangan, w kabupatenie Tapin w prowincji Borneo Południowe w Indonezji.
Miejscowość ta leży ok. 3 km na północny zachód od Rantau, na północ od drogi Jalan Hakim Samad.